# ديوميديا
ديوميديا (株式会社ディオメディア Kabushiki gaisha Diomedia) معروف سابقا بستوديو برشلونة (有限会社スタジオバルセロナ يوغين غايشا Sutajio Baruserona)، هو استوديو رسوم متحركة ياباني يقع في نيريما. أسست الشركة في أكتوبر 5، 2005.

## أعمال الاستوديو

### مسلسلات أنمي تلفزيونية
- غزو! فتاة الحبار (2010)
- أهو غيرل (2012)
- بايتليز (2012)
- وورلد بريك السيف المقدس (2015)
- القرية المفقودة (2016)
- هاندا-كون (2016)
- فوكا (2017)
- أهيرو نو سورا (2019–2020)

## وصلات خارجية
- الموقع الرسمي
 (باليابانية)
- ديوميديا على موقع IMDb (الإنجليزية)
- ديوميديا على موقع ANN company (الإنجليزية)